# Méry-sur-Oise
Méry-sur-Oise là một xã trong vùng hành chính Île-de-France, thuộc tỉnh Val-d'Oise, quận Pontoise, tổng Saint-Ouen-l'Aumône. Méry-sur-Oise nằm trên độ cao trung bình là 38 mét trên mực nước biển, có điểm thấp nhất là 22 mét và điểm cao nhất là 96 mét. Xã có diện tích 11,17 km², dân số vào thời điểm 1999 là 8.929 người; mật độ dân số là 800 người/km².

## Thông tin nhân khẩu
| 1936  | 1946  | 1954  | 1962  | 1968  | 1975  | 1982  | 1990  | 1999  |
| ----- | ----- | ----- | ----- | ----- | ----- | ----- | ----- | ----- |
| 2 566 | 2 386 | 2 785 | 3 275 | 3 469 | 4 708 | 5 741 | 6 179 | 8 929 |

## Địa điểm tham quan
- Lâu đài Méry-sur-Oise
- Nhà thờ St. Denis